# Middle Island (Saint Kitts och Nevis)
Middle Island är en parishhuvudort i Saint Kitts och Nevis. Den ligger i parishen Saint Thomas Middle Island, i den västra delen av landet, 10 km väster om huvudstaden Basseterre. Antalet invånare är 2 332.